# Melaloncha rubricornis
Melaloncha rubricornis är en tvåvingeart som beskrevs av Borgmeier 1924. Melaloncha rubricornis ingår i släktet Melaloncha och familjen puckelflugor. Inga underarter finns listade i Catalogue of Life.